# Edith Raphael
Edith Raphael (geb. Heumann; * 8. August 1906 in Duisburg; † 3. März 1943 im KZ Auschwitz) war eine deutsche jüdische Juristin und Widerstandskämpferin gegen den Nationalsozialismus.

## Leben

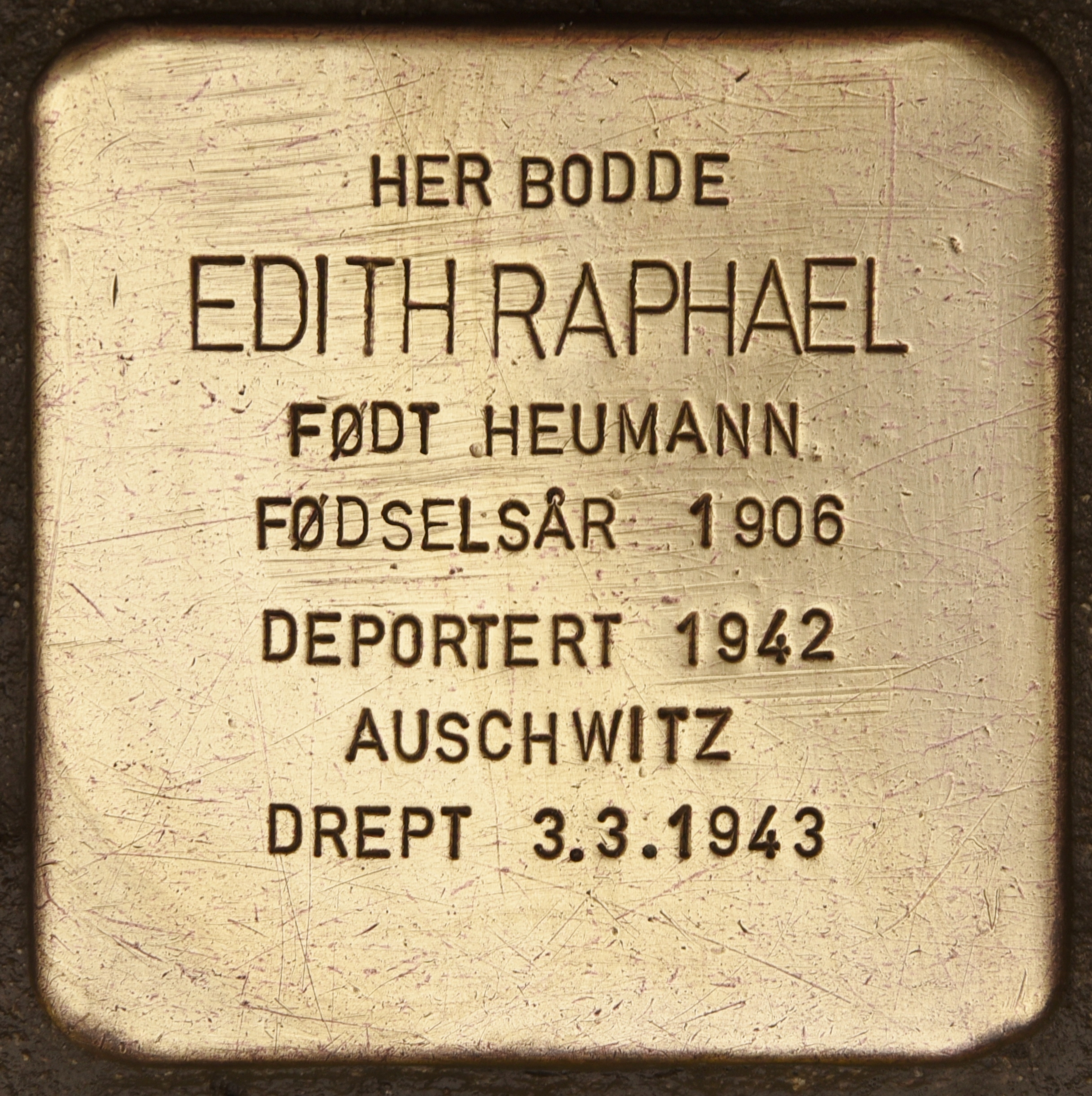
Stolperstein in Oslo

Raphael wurde am 8. August 1906 in Duisburg geboren. Sie studierte Rechtswissenschaften, durfte ihr Abschlussexamen 1933 wegen des Nationalsozialismus jedoch nicht mehr ablegen. Im November 1932 trat sie der KPD bei. Im Mai 1933 floh sie gemeinsam mit ihrem Ehemann, dem KPD-Funktionär Kurt Raphael, hochschwanger in die Tschechoslowakei, wo im selben Monat ihr Sohn Heinz geboren wurde. Die Ehe wurde am 26. August 1938 in Prag geschieden.
Nach der deutschen Annexion Tschechiens am 15. März 1939 floh Raphael mit ihrem fünfjährigen Sohn nach Oslo. Dort arbeitete sie als Weberin. Nach dem Überfall auf Norwegen im April 1940 lebte sie mit ihrem Lebensgefährten Hans Holm unter dem Decknamen „Olsen“ im Untergrund. Am 22. September 1942 wurde die gemeinsame Tochter Inger geboren. Holm war von 1943 bis 1945 im KZ Sachsenhausen inhaftiert und überlebte.
Am 24. Dezember 1942 wurden Edith Raphael und ihre Tochter von der Gestapo verhaftet und in das Konzentrationslager Grini eingeliefert. Das Kind wurde zunächst dem Roten Kreuz übergeben und anschließend bis zur Befreiung Norwegens in einem evangelischen Kinderheim versteckt. Raphael wurde am 25. Februar 1943 mit dem Truppentransporter Gotenland nach Stettin und von dort mit dem Zug nach Berlin gebracht. Am 3. März 1943 wurde sie nach Auschwitz deportiert und kurz nach ihrer Ankunft ermordet.